# Ennada arenosa
Ennada arenosa är en fjärilsart som beskrevs av Butler 1882. Ennada arenosa ingår i släktet Ennada och familjen mätare. Inga underarter finns listade i Catalogue of Life.